# Mark Zwuschen
Mark Zwuschen ist ein Teil des Jessener Ortsteils Morxdorf, liegt ca. 2 km nordöstlich davon und bildet mit diesem einen Ortsteil der Stadt Jessen (Elster) im Landkreis Wittenberg des Landes Sachsen-Anhalt.

## Lage und Erreichbarkeit
11 m höher als Morxdorf gelegen, ist Mark Zwuschen über die K 2315 und die K 2339 mit Morxdorf verbunden.

## Geschichte
Während der Jessener Ortsteil Morxdorf bereits 1385 in Urkunden erwähnt wurde, existiert dessen heutiger Teil Mark Zwuschen vermutlich erst seit dem 15. Jahrhundert (genauer: seit 1506).

## Kapelle Mark Zwuschen

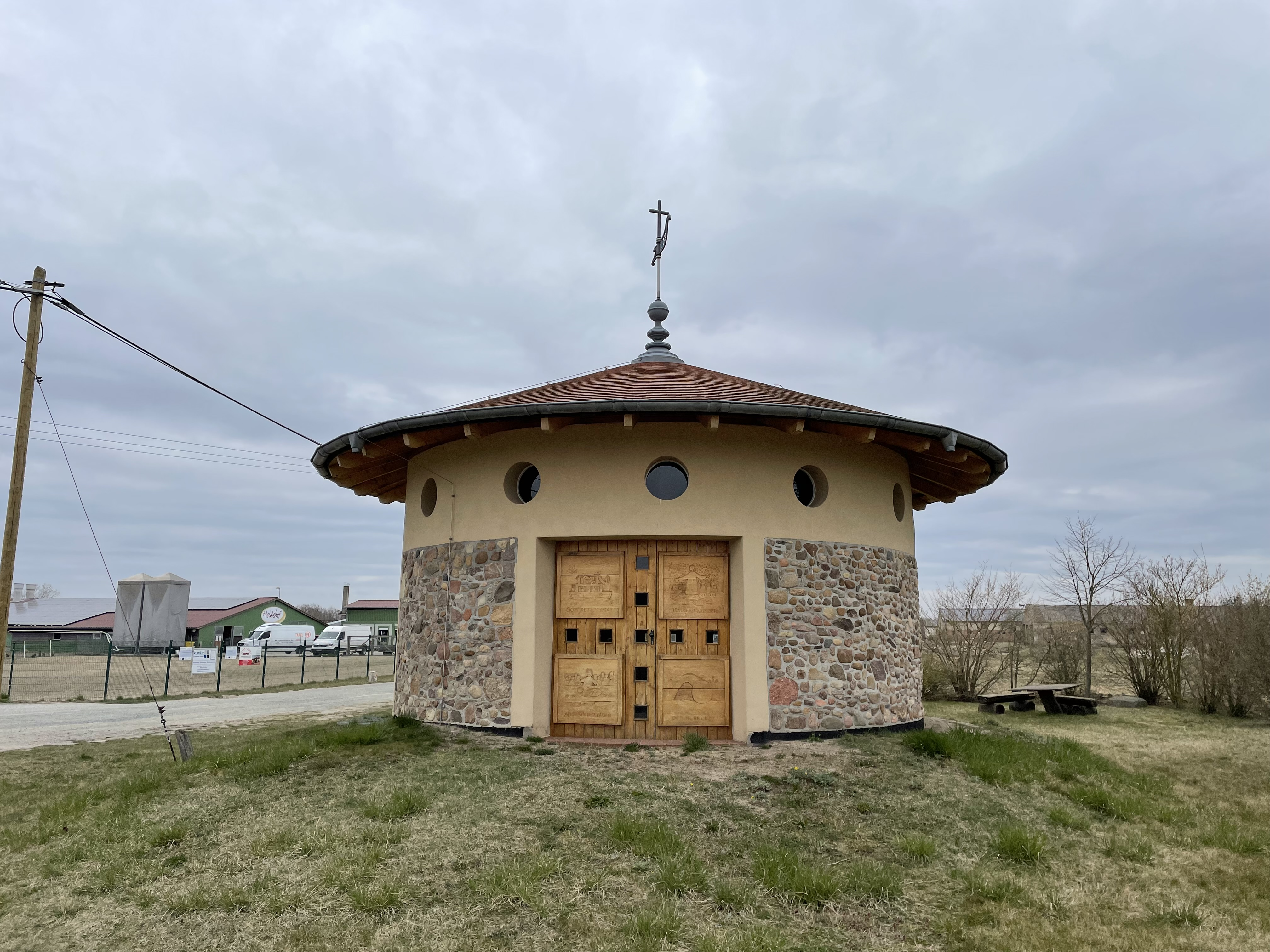
Kapelle in Mark Zwuschen

Am südlichen Ortsrand steht seit 2012 eine Kapelle. Die Planungen gehen auf das Jahr 2007 zurück. Die Grundsteinlegung fand am 5. September 2009 an, das Richtfest wurde am 22. Mai 2010 gefeiert. Die Einweihung konnte am 17. August 2012 gefeiert werden. Es handelt sich um einen Rundbau mit einem Durchmesser von sieben Metern, der auf einem Hügel errichtet wurde. Die drei Türen stehen für die Theologischen Tugenden Glaube, Liebe, Hoffnung. Sie sind mit Schnitzbildern zu biblischen Geschichten verziert. Am Übergang zum Dach sind 13 kreisrunde Fenster eingelassen. Zwölf der Fenster stehen für die Zwölf Apostel, das 13. Fenster für Jesus Christus.